# Eucelatoria aurata
Eucelatoria aurata är en tvåvingeart som först beskrevs av Townsend 1927.  Eucelatoria aurata ingår i släktet Eucelatoria och familjen parasitflugor. Inga underarter finns listade i Catalogue of Life.